# François Chabas

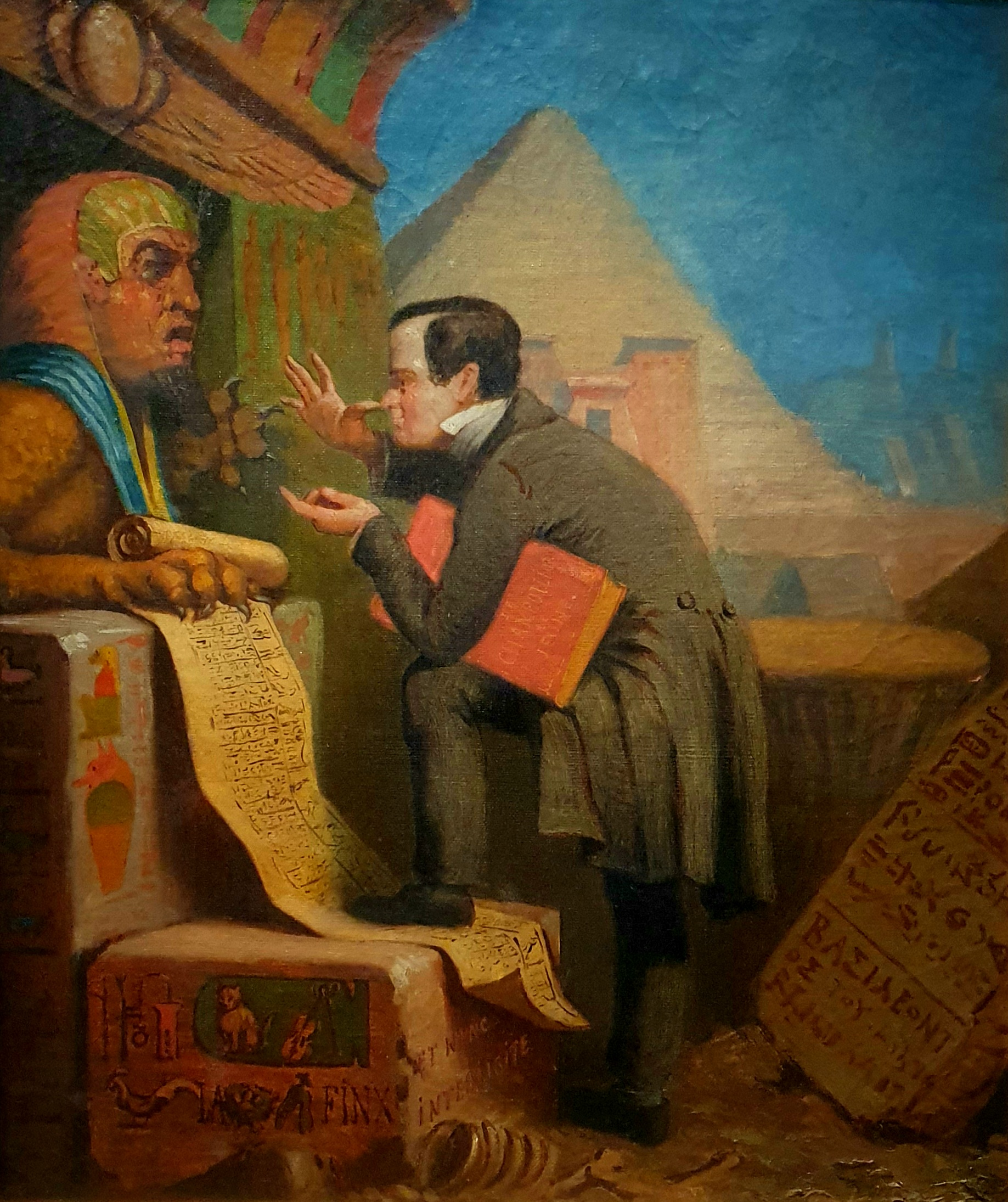

François Joseph Chabas (Briançon, 2 de janeiro de 1817 - Versalhes, 17 de maio de 1882) foi um egiptólogo francês.

## Publicações
- Une inscription historique du règne de Seti Ier, Impr. J. Dejussieu, Chalon sur Saône, 1856;
- Voyage d'un Égyptien en Syrie, en Phénicie, en Palestine au quatorzième siècle avant notre ère, Paris, 1866;
- Détermination métrique de deux mesures égyptiennes de capacité, Maisonneuve, Paris, 1867;
- Les pasteurs en Égypte, Amsterdam, 1868;
- Mélanges égyptologiques, J. Dejussieu, Paris, Châlon, 1862-1873  ;
- Mélanges égyptologiques, vol. 3 (2) : Sur un plan égyptien d'un tombeau royal à Thèbes, 1870;
- Étude sur l'antiquité historique d'après les sources égyptiennes et les monuments réputés préhistoriques, Amsterdam, 1872;
- Recherches pour servir à l'histoire de la XIXe dynastie et spécialement à celle des temps de l'Exode, Amsterdam, 1873.